# Aipecito (Neiva)
Aipecito es un corregimiento en el oeste del municipio de Neiva. Limita al norte con el corregimiento de Chapinero, al oeste con el Departamento del Tolima, al este con el corregimiento de San Luis y al sur con el municipio de Palermo. Es uno de los corregimientos más alejados del área urbana.

## Veredas
El corregimiento Aipecito se divide en 6 veredas:
| Vereda        |
| ------------- |
| La Florida    |
| Aipecito      |
| El Triunfo    |
| Pradera       |
| La Cristalina |
| La Unión      |